# Спряжені точки
В рімановій геометрії поняття спря́жених точок відіграє важливу роль у вивченні мінімізуючих властивостей геодезичних ліній.

## Визначення

### Спряжений дотичний вектор
Нехай M — ріманів многовид, {\displaystyle p\in M} і {\displaystyle X\in T_{p}M} — дотичний вектор у заданій точці. Вектор X називається спряженим, якщо експоненційне відображення {\displaystyle \exp _{p}X} є виродженим (тобто його матриця Якобі в довільних локальних координатах є необоротною).

### Спряжені точки на геодезичній лінії
Нехай точки {\displaystyle p,q\in M} належать деякій спільній геодезичній лінії {\displaystyle \gamma (t).} Тоді точка q називається спряженою до точки p, якщо існує такий спряжений вектор {\displaystyle X\in T_{p}M,} що {\displaystyle q=\exp _{p}X} і при тому крива {\displaystyle \exp _{p}tX} є репараметризацією кривої {\displaystyle \gamma (t).}
Еквівалентно точки {\displaystyle p,q\in M} називаються спряженими відносно геодезичної лінії {\displaystyle \gamma (t),} якщо існує ненульове поле Якобі вздовж {\displaystyle \gamma (t),} що приймає нульові значення в точках {\displaystyle p,q.}
Звідси очевидно, що якщо точка q є спряженою до точки p то і точка p є спряженою до точки q.

## Зв'язок з однопараметричною сім'єю геодезичних
Нехай {\displaystyle \gamma _{\tau }(t),} де {\displaystyle t\in [0,1],\;\tau \in (-\varepsilon ,\varepsilon )} — однопараметрична сім'я геодезичних ліній і до того ж {\displaystyle \gamma _{\tau }(0)=p} і {\displaystyle \gamma _{\tau }(1)=q} для всіх {\displaystyle \tau \in (-\varepsilon ,\varepsilon ).} Якщо поле Якобі для цієї сім'ї є ненульовим, то p і q є спряженими щодо {\displaystyle \gamma _{\tau }(t)=\gamma _{0}(t).}
Проте не всі поля Якобі з нульовими значеннями в точках p і q можна отримати в такий спосіб. Власне для будь-якого такого поля можна вибрати таку однопараметричну сім'ю геодезичних ліній, що {\displaystyle \gamma _{\tau }(0)=p} але рівність  {\displaystyle \gamma _{\tau }(1)=q} не обов'язково виконуватиметься попри те, що значення поля Якобі в точці q рівне нулю. В цьому випадку кажуть, що рівність справджується з точністю до величин першого порядку. 
Таким чином спряжену точку до точки p можна умовно охарактеризувати, як точку в якій майже перетинаються елементи однопараметричної сім'ї геодезичних ліній, що починаються в точці p.

## Мінімізуючі властивості геодезичних ліній
Нехай {\displaystyle \gamma (t),\;t\in [a,b]} — геодезична лінія без перетинів. Якщо для всіх значень {\displaystyle t\in [a,b]} точки {\displaystyle \gamma (a)} і {\displaystyle \gamma (t)} не є спряженими, то геодезична лінія {\displaystyle \gamma (t)} є локальним мінімумом оператора довжини, тобто її довжина є меншою від усіх близьких кривих. Якщо натомість для деякого {\displaystyle t_{0}\in [a,b]} точки {\displaystyle \gamma (a)} і {\displaystyle \gamma (t_{0})} є спряженими то властивість локального мінімуму не є справедливою для всіх {\displaystyle t>t_{0}.} Оскільки множина точок спряжених до даної щодо геодезичної лінії є ізольованою, кажуть, що геодезична крива є локальним мінімумом довжини до першої спряженої точки.

## Див. Також
- Поле Якобі